# 守口市立第三中学校
守口市立第三中学校（もりぐちしりつ だいさん ちゅうがっこう）は、大阪府守口市にあった公立中学校。
敷地の一部を守口市立春日小学校と共用している。また校内には夜間学級（守口夜間中学校）が併設されている。入学資格は、15歳以上で義務教育を受けていない人や卒業していない人としている。年に1、2度程度昼間の生徒との交流が行われている。

## 沿革
- 1949年4月1日 - 開校。
- 1949年6月5日 - 開校記念式典を実施。この日を創立記念日とする。
- 1973年4月25日 - 夜間学級を開設。
- 1976年3月15日 - 体育館二階屋内運動場建設
- 1979年10月31日 - 食堂建築
- 1983年3月 - 体育館倉庫新設
- 1989年8月31日 - プール全面改築竣工
- 1993年1月8日 - コンピュータ室設置
- 2000年7月 - ケーブル配線、インターネット接続
- 2016年3月 - 閉校（敷地跡には守口市立さつき学園が設立）

## 通学区域
- 守口市立春日小学校と守口市立滝井小学校の通学区域。

## 交通
- 京阪本線 土居駅 南東へ約150m